# Cabalia
Cabalia is een geslacht van kevers uit de familie oliekevers (Meloidae).
Het geslacht is voor het eerst wetenschappelijk beschreven in 1858 door Mulsant & Rey.

## Soorten
Het geslacht omvat de volgende soorten:
- Cabalia aethiopica Kaszab, 1981
- Cabalia arabica Kaszab, 1983
- Cabalia limbata (Kolbe, 1895)
- Cabalia longicollis Kaszab, 1948
- Cabalia rubriventris (Fairmaire, 1860)
- Cabalia rufiventris (Walker, 1871)
- Cabalia ruspolii (Pic, 1914)
- Cabalia segetum (Fabricius, 1792)